# Karnalin
Karnalin (biał. Карналін; ros. Карналин) – wieś na Białorusi, w obwodzie homelskim, w rejonie homelskim, w sielsowiecie Dauhalessie.